# 王修求
王修求（1985年1月14日—），湖南新化人，中国出版业人物、异见人士，致力于书籍的传播与学术的研究。其名取意：“路漫漫其修远兮，吾将上下而求索”。

## 生平
出生于湖南省娄底市新化县天门乡。
2012年，王修求开始活动于新浪博客、博联社博客、凤凰博客等网络平台。其在博联社上发表的博文，一部分被该网站推荐为博客头条。 目前，王修求的新浪博客依然可以访问，只是2012年5月以后，就没有再更新。

### 参与公民活动
2013年4月15日，与深圳律师范标文，去东莞大朗大有围拘留所，看望因东莞、广州两地举牌打横幅声援刘远东而被拘捕的聂光。2013年6月，因围观“操哥”陈书伟在深圳市中级人民法院的维权，被莲花派出所以“扰乱办公秩序”为由拘留7天，出来后，被遣返回户籍所在地湖南。2016年受邀参加“公民力量”在印度组织的活动——“第十一届族群青年领袖研习营”，并在印度达兰萨拉受到了西藏精神领袖达赖喇嘛的接见。回国后，受当局有关部门的不断骚扰。2017年2月，由于不堪忍受娄底市国安的滋扰，去泰国躲避了两个月，4月1日回国。回国后，关了所能通讯工具，在深圳从事职业打假一段时间，于2017年6月27日，被深圳秘密警察以“寻衅滋事罪”抓捕到黄贝岭派出所，而“寻衅滋事”的莫须有事由是“接到举报，要去拦习近平的车队”，黄贝岭派出所当日负责人为邹茂晖，次日转到民新派出所，2017年6月29日下午转湖南，由娄底市公安（周建华与肖长汉）押回户籍所在地新化继续限制自由，到2017年7月1日才恢复自由 。此次王修求的被抓捕，无任何官方的法律手续，纯属“纳粹性质手段”；多亏网友“小龙女”把消息发布出去，才不至于被失踪；更得众多公民不惧威权的关注，才得以恢复自由。

### 创建网络平台
2014年春夏的时候，开始活动于海外网络平台，创建了“种子书城”，收集共享中文版电子书。整个书城，人文类书籍，共享出来了的，有两千多本。由于其平台建立在google+上，google+于2019年4月2日面临关闭 ，“种子书城”移植于Blogger。2019年1月，在将“种子书城”移植到Blogger的同时，在Blogger上又创建了“中国期刊——创刊词数据库”、“修求作传”两个新平台。

## “种子书城”格言
|            | 不受限制的言论环境才能激发人无限的创作潜能 |
| ——种子书城 |                                            |

## 著作
| 年份   | 書名                                                             | 出版社               | ISBN |
| ------ | ---------------------------------------------------------------- | -------------------- | ---- |
| 2013年 | 《为什么总不希望自己是中国人》                                   | 不受限制的言论出版社 | 暂无 |
| 2013年 | 《说人话的人与说鬼话的人——道德档案》                             | 不受限制的言论出版社 | 暂无 |
| 2019年 | 《中国期刊——发刊词录》                                           | 言论自主出版社       | 暂无 |
| 2019年 | 《毛泽东把地狱搬到了人间——27年知识分子的苦难记忆（1949——1976）》 |                      | 暂无 |